# Liópraso
Liópraso är en ort i Grekland.   Den ligger i prefekturen Trikala och regionen Thessalien, i den centrala delen av landet, 250 km nordväst om huvudstaden Aten. Liópraso ligger 682 meter över havet och antalet invånare är 184.
Terrängen runt Liópraso är huvudsakligen kuperad. Liópraso ligger uppe på en höjd.Runt Liópraso är det glesbefolkat, med 14 invånare per kvadratkilometer. Närmaste större samhälle är Trikala, 14,4 km söder om Liópraso. == Kommentarer ==
1. ↑  Framräknat ur variansen i alla höjduppgifter (DEM 3") från Viewfinder Panoramas, inom 10 km radie.[2] Mer om algoritmen finns här: Användare:Lsjbot/Algoritmer.